# Io canto (terza edizione)
La terza edizione del talent show musicale Io canto è andata in onda ogni giovedì in prima serata su Canale 5 dal 15 settembre al 1º dicembre 2011 per dodici puntate con la conduzione di Gerry Scotti, seguite da due puntate speciali, andate in onda l'8 dicembre con il meglio dell'edizione e il 22 dicembre con una puntata dedicata al Natale dal titolo Io canto Christmas.
La giuria era composta da Claudio Cecchetto, Gloria Guida e Mogol, mentre i giurati d'eccezione erano Arianna Bergamaschi, Giancarlo Fisichella, Sabrina Ferilli, Michelle Hunziker, Barbara D'Urso, Juliana Moreira, Elena Guarnieri, Alessandro Preziosi, Geoff Westley, Toto Cutugno, Susana Werner, VP Boyle, Rosita Celentano, Serena Autieri e Filippa Lagerbäck.
L'edizione si è conclusa con la vittoria di Arianna Cleri.

## Descrizione
L'obiettivo del programma resta quello di eleggere la voce più promettente tra bambini e ragazzi di età compresa tra i 6 e i 16 anni con una sfida a squadre (costituite da cantanti tra confermati e nuovi) in cui la musica, però, resta la protagonista assoluta.

### Studio
Il programma veniva trasmesso in diretta presso lo studio 20 del Centro di produzione Mediaset di Cologno Monzese (Milano).

## Cast

### Ospiti fissi (fuori gara)
| Concorrente       | Età     | Luogo di nascita                                              |
| ----------------- | ------- | ------------------------------------------------------------- |
| Benedetta Caretta | 15 anni | Carmignano di Brenta (PD) - Vincitrice della seconda edizione |
| Cristian Imparato | 15 anni | Palermo - Vincitore della prima edizione                      |

### Cantanti
L'età dei concorrenti si riferisce al momento dell'ingresso nel programma.
     Vincitrice
| Concorrente            | Età        | Luogo di nascita             |
| Confermati             | Confermati | Confermati                   |
| ---------------------- | ---------- | ---------------------------- |
| Nicolas Bozzato        | 6 anni     | Jesolo (VE) - Ospite         |
| Sara Musella           | 9 anni     | Casoria (NA)                 |
| Liudmila Loglisci      | 10 anni    | Fiumana (FC)                 |
| Luana Chiaradia        | 11 anni    | Gravina in Puglia (BA)       |
| Davide Caci            | 11 anni    | Busto Arsizio (VA)           |
| Alessandro La Cava     | 11 anni    | Artena (RM)                  |
| Rachele Amenta         | 12 anni    | Vittoria (RG)                |
| Benedetta Del Freo     | 13 anni    | Montignoso (MS)              |
| Alessia Labate         | 13 anni    | Marano Principato (CS)       |
| Rosario Di Marco       | 13 anni    | Cerda (PA)                   |
| Simone Frulio          | 14 anni    | Opera (MI)                   |
| Alessandro Casillo     | 15 anni    | Buccinasco (MI)              |
| Kevan Gulia            | 15 anni    | Dervio (LC)                  |
| Enrico Nadai           | 15 anni    | Farra di Soligo (TV)         |
| Michela Smacchia       | 15 anni    | Umbertide (PG)               |
| Kevin Peci             | 16 anni    | Bassano Romano (VT)          |
| Nuovi                  |            |                              |
| Nicholas Porto         | 6 anni     | Faicchio (BN)                |
| Rossana Gallio         | 8 anni     | Grumolo delle Abbadesse (VI) |
| Pietro Colombo         | 11 anni    | Bernate Ticino (MI)          |
| Maxine Pace            | 11 anni    | Pembroke                     |
| Annetta Bonanno        | 12 anni    | Palermo                      |
| Marta Betti Carboncini | 12 anni    | Piombino (LI)                |
| Alessia Gerardi        | 12 anni    | Lallio (BG)                  |
| Francesca Sangalli     | 12 anni    | Santo Stefano Ticino (MI)    |
| Carmine Marsicovetere  | 12 anni    | Napoli                       |
| Mirco Mastrodicasa     | 13 anni    | Cepagatti (PE)               |
| Ion Badulescu          | 13 anni    | Mioveni                      |
| Celeste Caramanna      | 13 anni    | Canicattì (AG)               |
| Chiara Granetto        | 13 anni    | Albaredo d'Adige (VR)        |
| Simone Paulli          | 13 anni    | Finale Ligure (SV)           |
| Enula Bareggi          | 13 anni    | Abbiategrasso (MI)           |
| Nicole Stella          | 13 anni    | Bressanvido (VI)             |
| Aurora Marinello       | 14 anni    | Licata (AG)                  |
| Giuseppe Loreto        | 14 anni    | Marsala (TP)                 |
| Iolanda Capasso        | 14 anni    | Afragola (NA)                |
| Daniel Sapone          | 15 anni    | Cameri (NO)                  |
| Arianna Cleri          | 15 anni    | Fermignano (PU)              |
| Gaia Bernabè           | 15 anni    | Pesaro                       |
| Miriam Pirrello        | 15 anni    | Palermo                      |
| Nancy Senatore         | 15 anni    | Benincasa (SA)               |
| Narcis Ianau           | 16 anni    | Bacău                        |
| Giovanni Seidita       | 16 anni    | Palermo                      |

## Ospiti
Nelle varie puntate hanno presenziato vari personaggi del mondo della musica, i quali hanno duettato con alcuni ragazzi:

### Prima puntata
- Marcella Bella, che ha cantato Nell'aria con Luana Chiaradia, Montagne verdi con Rossana Gallio e Io domani con Davide Caci;
- Al Bano, che ha cantato Il mio concerto con Ion Badulescu, Tu che mi hai preso il cuor e 'O sole mio con Narcis Ianau;
- Hayley Westenra, che ha cantato la colonna sonora del film Mission scritta da Ennio Morricone e Profumo di limoni, brano del film Nuovo Cinema Paradiso, con Benedetta Caretta;
- Sabrina Ferilli e i ragazzi di Anna e i cinque, che hanno cantato Supercalifragilistichespiralidoso con tutti i ragazzi.

### Seconda puntata
- Michelle Hunziker, che ha cantato Smile con Annetta Bonanno, e Lo stretto indispensabile con Gerry Scotti e Sara Musella;
- Modà, che hanno cantato La notte con Davide Caci, Salvami con Enrico Nadai, e Arriverà con Alessandro Casillo e Arianna Cleri.

### Terza puntata
- Antonio Sabàto Jr.
- Dolcenera
- Noemi che ha cantato L'amore si odia con Alessia Labate, Vuoto a perdere con Enrico Nadai e Briciole con Marta Betti Carboncini;

### Quarta puntata
- Emma Marrone che ha cantato Io son per te l'amore con Alessia Labate, Tra passione e lacrime con Arianna Cleri e Sarò libera;
- Anna Tatangelo che ha cantato I' te vurria vasà e 'O surdato 'nnammurato con Sara Musella, Mamma con Annetta Bonanno, Un nuovo bacio con Enrico Nadai e Ragazza di periferia con Luana Chiaradia;

### Quinta puntata
- I Pooh che hanno cantato dei Medley delle loro canzoni più famose prima con Johnny Badulescu, Marta Betti Carboncini, Luana Chiaradia, Alessandro La Cava e Davide Caci, e poi con i Gimme 5;

### Sesta puntata
- Michael Franti che ha cantato The Sound of Sunshine con Rossana Gallio, Davide Caci, Annetta Bonanno, Mirco Mastrodicasa, Simone Frulio, Kevin Peci ed Enrico Nadai;
- Toto Cutugno che ha cantato L'italiano con i ragazzi e Noi, ragazzi di oggi.

### Settima puntata
- Raf che ha cantato Due con Alessandro Casillo, Gente di mare con Giovanni Seidita, "Stai con me" con Enrico Nadai e Kevin Peci, Il battito animale con Kevin Peci e Simone Frulio e Cielo da solo;
- Peter Cincotti e Simona Molinari che hanno cantato In cerca di te con Luana Chiaradia e Annetta Bonanno e Goodbye Philadelphia con Alessia Labate e Alessandro Casillo.

### Ottava puntata
- Ron che ha cantato Piazza Grande con Giovanni Seidita, Joe Temerario con Alessandro Casillo, Chissà se lo sai con Arianna Cleri, Passione con Sara Musella;
- Al Bano che ha cantato Torna a Surriento con Ion Badulescu, Funiculì funiculà con Luana Chiaradia, Sara Musella e Annetta Bonanno;
- Andrea Mingardi che ha cantato Ma l'amore no con Annetta Bonanno.

### Nona puntata
- Nek che ha cantato E da qui con Giovanni Seidita, Almeno stavolta con Davide Caci, Sei solo tu con Arianna Cleri;
- Ivana Spagna che ha cantato Angel con Alessia Labate;
- Gloria Guida che ha cantato La pelle nera con Rachele Amenta;
- Al Bano che ha cantato Nostalgia canaglia con Sara Musella e Rossana Gallio, L'amore è sempre amore con Ion Badulescu.

### Decima puntata
- Claudio Baglioni che ha cantato Tutti qui, prima con Alessia Labate e Kevan Gulia e poi con tutti i ragazzi, Avrai con Arianna Cleri, Via con Alessandro Casillo, Buona fortuna con Alessia Labate e Geoff Westley, Noi no con tutti i ragazzi, Solo con Celeste Caramanna, Strada facendo con tutti i ragazzi;
- Alessandra Amoroso che ha cantato La mia storia con te con Arianna Cleri, È vero che vuoi restare da sola;
- Rosita Celentano che ha cantato In bicicletta con Alessandro La Cava;
- VP Boyle che ha cantato My Way con Cristian Imparato.

### Undicesima puntata
- Michael Bublé che ha cantato Sway con Enrico Nadai e Alessandro La Cava, Santa Claus is coming to town con Rachele Amenta, Cold December night da solo;
- Serena Autieri che ha cantato Tu sì 'na cosa grande con Alessandro La Cava e Amoreunicoamore con Luana Chiaradia.

### Dodicesima puntata
- Antonello Venditti che ha cantato Stella con Arianna Cleri, Benvenuti in paradiso con tutti i ragazzi, Roma capoccia con Alessandro La Cava, Unica (Mio danno ed amore) da solo.

### Tredicesima puntata (Io canto Christmas)
- Renato Zero che ha cantato Sorridere sempre e Il cielo da solo e Buon Natale con tutti i ragazzi (vestiti in modo da creare un presepe vivente, mentre Zero è vestito da Re magio)

## La giuria di qualità
La giuria di qualità della terza edizione è formata dagli elementi fissi Claudio Cecchetto, Gloria Guida e Mogol (dalla quarta puntata). A loro, nelle diverse puntate, si sono aggiunti:
- Nella prima puntata: Sabrina Ferilli accompagnata dai ragazzi di Anna e i cinque e Red Canzian come spettatore[3];
- Nella seconda puntata: Barbara D'Urso e Michelle Hunziker[4];
- Nella terza puntata: Juliana Moreira[5];
- Nella quarta puntata: Giancarlo Fisichella con sua moglie Luna[6];
- Nella quinta puntata: Elena Guarnieri e Alessandro Preziosi[7];
- Nella sesta puntata: Geoff Westley e Toto Cutugno[8];
- Nella settima puntata: Susana Werner[9];
- Nella nona puntata: Elena Guarnieri[10];
- Nella decima puntata: VP Boyle, Rosita Celentano e Geoff Westley[11];
- Nell'undicesima puntata: Arianna Bergamaschi e Serena Autieri[12];
- Nella dodicesima puntata: Filippa Lagerbäck[13].

## Le canzoni premiate dal pubblico
- Prima puntata: "Just the Way You Are" di Bruno Mars, interpretata dai Gimme Five[3];
- Seconda puntata: "Se adesso te ne vai" di Massimo Di Cataldo, interpretata da Alessandro Casillo[4];
- Terza puntata: Due di Raf, interpretata da Alessandro Casillo[5];
- Quarta puntata: Amore bello di Claudio Baglioni, interpretata da Alessandro Casillo[6];
- Quinta puntata: A Whiter Shade of Pale dei Procol Harum, interpretata da Alessandro Casillo[7];
- Sesta puntata: "Sei bellissima" di Loredana Bertè, interpretata da Arianna Cleri[8];
- Settima puntata: Caruso di Lucio Dalla, interpretata da Arianna Cleri[9];
- Ottava puntata: Io vivrò senza te di Lucio Battisti, interpretata da Arianna Cleri[14];
- Nona puntata: "Mille giorni di te e di me" di Claudio Baglioni, interpretata da Alessandro Casillo[15];
- Decima puntata: Cinque giorni di Michele Zarrillo, interpretata da Alessandro Casillo[11];

## I ragazzi premiati dalla giuria di qualità
- Prima puntata: Uno su mille di Gianni Morandi, interpretata da Mirco Mastrodicasa[3];
- Seconda puntata: Oh che sarà di Fiorella Mannoia e Ivano Fossati, interpretata da Benedetta Del Freo[4];
- Terza puntata: Quando finisce un amore di Riccardo Cocciante, interpretata da Arianna Cleri[5];
- Quarta puntata: Io che non vivo (senza te) di Pino Donaggio, interpretata da Marta Betti Carboncini e Respect di Aretha Franklin, interpretata da Rachele Amenta[6];
- Quinta puntata: Canzone per te di Sergio Endrigo e Roberto Carlos Braga, interpretata da Celeste Caramanna[7];
- Sesta puntata: Simmo 'e Napuli paisà di Peppino Fiorelli, interpretata da Sara Musella e Moondance di Van Morrison interpretata da Enrico Nadai[8];
- Settima puntata: Vent'anni di Massimo Ranieri, interpretata da Alessandro La Cava e Una lunga storia d'amore di Gino Paoli interpretata da Luana Chiaradia[9];
- Ottava puntata: True Colors di Cyndi Lauper, interpretata da Alessia Labate[14];
- Nona puntata: L'amore verrà di Nina Zilli, interpretata da Davide Caci e Ludmilla Loglisci[15];
- Decima puntata Città vuota di Mina interpretata da Annetta Bonanno[11];

## Puntate finali

### Semifinale
I ragazzi premiati dalla giuria di qualità sono stati ammessi alla semifinale, dove hanno eseguito i loro cavalli di battaglia.
Sono stati messi in "testa a testa", dove il vincitore accede alla finale.
- Mirco Mastrodicasa contro Rachele Amenta; vince Rachele Amenta;
- Annetta Bonanno contro Luana Chiaradia; vince Luana Chiaradia;
- Alessandro La Cava contro Enrico Nadai; vince Enrico Nadai;
- Davide Caci e Ludmilla Loglisci contro Sara Musella; vince Sara Musella;
- Marta Betti Carboncini contro Celeste Caramanna; vince Celeste Caramanna;
- Alessia Labate contro Benedetta Del Freo; vince Alessia Labate;

Al termine della serata la giuria ripesca per la finale Alessandro La Cava.
A loro vanno aggiunti Alessandro Casillo, Arianna Cleri e i Gimme Five, già qualificati dal pubblico.
Fonte: tvblog.it

### Finale
Fonte: tvblog.it
Dopo l'esibizione dei dieci finalisti, c'è stata la sfida diretta tra i primi due classificati: i favoriti per la vittoria finale Alessandro Casillo e Arianna Cleri che si sono alternati nella vittoria durante le dieci puntate. Al termine di questa finale, il pubblico decide che Arianna Cleri è la vincitrice della terza edizione di Io canto.
Sono stati assegnati anche altri tre premi:
- Arianna Cleri vince il Premio Q, della fondazione di Red Canzian, che la porterà a produrre il suo primo disco.
- Alessandro Casillo vince il Premio Bravo Bravissimo, della fondazione Mike Bongiorno, che gli permetterà di fare un corso di perfezionamento presso il CET, il Centro Europeo Toscolano Università della Musica.
- Alessia Labate, Enrico Nadai, Rachele Amenta e Alessandro La Cava sono i vincitori del Premio Mogol che permetterà loro, al compimento dei 16 anni, di frequentare la scuola del noto autore della musica italiana menzionato sopra.

Classifica finale
1. Arianna Cleri
2. Alessandro Casillo
3. Enrico Nadai
4. Rachele Amenta
5. Gimme Five
6. Sara Musella
7. Luana Chiaradia
8. Celeste Caramanna
9. Alessandro La Cava
10. Alessia Labate

## Ascolti
| Puntata            | Messa in onda     | Telespettatori | Share  | Fonte  |
| ------------------ | ----------------- | -------------- | ------ | ------ |
| 1                  | 15 settembre 2011 | 4 238 000      | 20,37% | [ 16 ] |
| 2                  | 22 settembre 2011 | 4 331 000      | 19,20% | [ 17 ] |
| 3                  | 29 settembre 2011 | 3 668 000      | 16,35% | [ 18 ] |
| 4                  | 6 ottobre 2011    | 3 997 000      | 18,01% | [ 19 ] |
| 5                  | 13 ottobre 2011   | 4 092 000      | 17,60% | [ 20 ] |
| 6                  | 20 ottobre 2011   | 4 210 000      | 17,89% | [ 21 ] |
| 7                  | 27 ottobre 2011   | 3 831 000      | 15,91% | [ 22 ] |
| 8                  | 3 novembre 2011   | 4 064 000      | 16,13% | [ 23 ] |
| 9                  | 10 novembre 2011  | 3 645 000      | 14,73% | [ 24 ] |
| 10                 | 17 novembre 2011  | 3 912 000      | 15,81% | [ 25 ] |
| Semifinale         | 24 novembre 2011  | 4 082 000      | 16,64% | [ 26 ] |
| Finale             | 1º dicembre 2011  | 4 482 000      | 17,63% | [ 27 ] |
| Media              | Media             | 4 046 000      | 17,19% |        |
| Il meglio          | 8 dicembre 2011   | 2 391 000      | 9,90%  | [ 28 ] |
| Io canto Christmas | 22 dicembre 2011  | 3 691 000      | 16,98% | [ 29 ] |